# 塔馬登公園
塔馬登公園是塞爾維亞首都貝爾格勒的一座公園，位於貝爾格勒市中心東南部的弗拉查爾自治市。公園成立於1958年。塔馬登公園內有教堂等多個旅遊景點。

## 外部連結
- Tašmajdan Park （页面存档备份，存于）
- City of Belgrade （页面存档备份，存于）
- Tašmajdan Underground
- Crkva Svetog Marka （页面存档备份，存于）